# Vnější membrána

Schéma stavby buněk gramnegativních bakterií

Vnější membrána je označení pro buněčnou membránu, která je vzhledem k jiné membráně (tzv. vnitřní membráně) na vnější straně buňky. O vnější membráně mluvíme zejména u gramnegativních bakterií (včetně sinic), ale i u jader, plastidů a mitochondrií, což jsou organely eukaryotických buněk. Ve vnějších membránách se obvykle nachází poriny.

## Vnější membrána mitochondrií
Vnější membrána mitochondrií představuje první bariéru mezi vnitřním prostředím organely a okolním cytosolem. Je v úzkém kontaktu s endoplazmatickým retikulem, a do jisté míry se mu podobá i svou stavbou. Obsahuje však ve své ploše mnoho pórů (mitochondriální poriny VDAC), a tak je tato membrána propustná pro většinu látek s molekulovou hmotností nepřesahující přibližně 5000 Da. Proto zamezuje spíše jen vstupu bílkovin a jiných makromolekul.
To je významné především ze dvou hledisek: kdyby byly póry větší, nejen, že by unikly z mezimembránového prostoru důležité proteiny dýchacího řetězce, ale uvolněním cytochromu c by se navíc nastartovala v buňce programovaná buněčná smrt. Přesto se proteiny transportovat musí, a tak vnější membrána obsahuje tzv. Tom komplex, který je přenáší z cytoplazmy do intermembránového prostoru. Dále se na vnější membrány nachází enzymy, které jsou součástí metabolismu mastných kyselin a fosfolipidů.